# Coenonympha euryleuca
Coenonympha euryleuca är en fjärilsart som beskrevs av Karl Schawerda 1922. Coenonympha euryleuca ingår i släktet Coenonympha och familjen praktfjärilar. Inga underarter finns listade i Catalogue of Life.